# Катумба, Пьер
Пьер Катумба (фр. Pierre Katumba; 1945, Колвези, Бельгийское Конго — 11 мая 2011, Мбужи-Майи, ДР Конго) — конголезский футболист, защитник.

## Биография
Пьер родился в 1945 году в городе Колвези.
С 1964 года по 1976 год являлся игроком клуба «Энглеберт» из Лубумбаши, сейчас команда называется «Мазембе». Вместе с командой дважды становился победителем Африканского Кубка чемпионов в 1967 и 1968.
Выступал за национальную сборную Демократической Республики Конго. Принял участие в трёх Кубках африканских наций. В 1965 году участвовал в Кубке африканских наций, который проходил в Тунисе. На турнире Катумба провёл 2 матча. ДР Конго заняла в своей группе последнее 3 место, уступив Берегу Слоновой Кости и Гане.
В 1968 году главный тренер ДР Конго Ференц Ксанади вызвал Катумбу на Кубок африканских наций, который проходил в Эфиопии. В своей группе команда заняла 2 место, уступив Гане и обойдя Сенегал и Республику Конго. В полуфинале ДР Конго обыграло Эфиопию (2:3), а в финале Гану (0:1). Пьер Катумба провёл на турнире 5 игр.
В 1970 году Пьер участвовал в Кубке африканских наций в Судане. В своей группе команда заняла последнее 4 место, уступив Гвинеи, Гане и Объединённой Арабской Республике. Катумба сыграл в 3 матчах.
11 мая 2011 года он скончался в возрасте 66 лет в городе Мбужи-Майи, после того как находился 5 дней в коме.

## Достижения
- Победитель Кубка африканских наций (1): 1968
- Победитель Африканского Кубка чемпионов (2): 1967, 1968